# Super-servidor

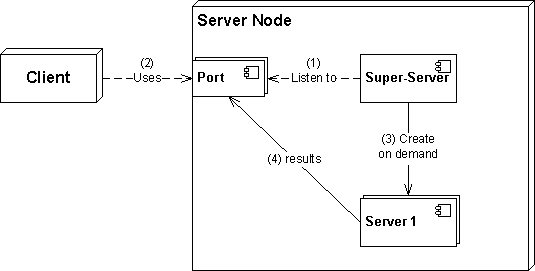
Princípio de Super-servidor

Exemplo

Um super-servidor, às vezes chamado de um despachante de serviços, do inglês super-server ou service dispatcher, é um tipo de daemon que geralmente é executado em sistemas do tipo Unix.

## Uso
Um super-servidor iniciar outros servidores quando necessário, normalmente com acesso a eles verificado por um TCP Wrapper. Ele usa bem menos recursos quando em estado ocioso. Isto pode ser ideal para estações de trabalho usadas para desenvolvimento web local, desenvolvimento cliente/servidor ou daemons de baixo-tráfego com uso ocasional (como ident e SSH).

## Desempenho
Há um ligeiro atraso na conexão com os sub-daemons. Assim, quando comparado a servidores autônomos (standalone), uma configuração de super-servidor pode ter um desempenho pior, especialmente quando sob alta carga. Alguns servidores, como o hpa-tftpd, assumem o soquete de internet e o escutam por um intervalo especificado, prevendo mais conexões por vir.

## Implementações
- inetd[2]
- launchd
- systemd
- ucspi-tcp
- xinetd